# Glasögonspindeljägare
Glasögonspindeljägare (Arachnothera flavigaster) är en fågel i familjen solfåglar inom ordningen tättingar.

## Utseende och läte
Glasögonspindeljägaren är en 21–22 cm lång fågel med lång och kraftig, nedåtböjd näbb. Fjäderdräkten är mestadels olivgrön, ovan gröanre och på flanker och buk gulare. Vingpennorna har ljusare olivgröna kanter, med gul eller bronsfärgad anstrykning. På huvudet syns en stor gul öronfläck och en bred gul ring runt ögat. Ögat är brunt, näbben svartaktig med rödaktigt längst in på undre näbbhalvan och benen är gulbruna. Lätet beskrivs som ett ljust "chit-chit". Från sittplats eller i flykten hörs även explosiva "tak", "cha-tak" eller "cha-ta-tak".

## Utbredning och systematik
Fågeln förekommer på Malackahalvön (södra Thailand och Malaysia), Sumatra och Borneo. Den behandlas som monotypisk, det vill säga att den inte delas in i några underarter.

## Status och hot
Arten har ett stort utbredningsområde och en stor population, men tros minska i antal, dock inte tillräckligt kraftigt för att den ska betraktas som hotad. Internationella naturvårdsunionen IUCN listar därför arten som livskraftig (LC).